# Burgstall Oberspiesheim
Die Burgstall Oberspiesheim ist eine abgegangene Niederungsburg vom Typus eines Ebenerdigen Ansitzes westlich der Kirche in Oberspiesheim, einem heutigen Ortsteil der Gemeinde Kolitzheim im Landkreis Schweinfurt in Bayern.
Vermutlich wurde die Burg im 12. Jahrhundert von den zu dieser Zeit auftretenden Herren von Spiesheim erbaut. 1140 werden Richolf und Heinrich von Spiezesheim als Dienstmannen des Bischofs Embricho von Würzburg genannt. 1193 bezeugen Konrad, Konrad sowie Hartung von Spiesheim (Spicisheim) einen Verkauf eines Weinbergs. 1213 bezeugt ein Friedrich von Spiesheim die Übergabe von Gütern des Heinrich von Bocksberg an das Bistum Würzburg. In dieser Urkunde erscheinen auch eine Vielzahl des Spiesheimer Nachbarn, wie die Zabelsteiner mit vielen deren Nebenlinien. Das lässt vermuten, dass auch ein verwandtschaftliches Verhältnis zwischen den Zabelsteinern und den Spiesheimern bestand. Ab 1225 tritt Arnold von Spiesheim urkundlich in Erscheinung. Er wird 1243 als Domkustos des Bistums Würzburg genannt. Dieses Amt verfolgte 1261 wiederum ein Arnold von Spiesheim, bei dem es sich jedoch um seinen gleichnamigen Sohn handeln dürfte. Er wird noch bis 1295 häufig in Ebracher Urkunden genannt. Es folgen Berthold (1232) und Friedrich (1233, 1246). Berthold war mit Gisela verheiratet die 1237 10 Hufen in Spiesheim für 60 Mark Silber dem Kloster Ebrach verkauften. Das Ehepaar wird nochmal 1255 genannt. Ihr Ehemann Berthold war zu diesem Zeitpunkt wohl bereits verstorben denn sie erwirkte, dass der Würzburger Bischof Iring ihr ein Burglehen in der Burg Spiesheim, nämlich die große Kemenate mit der vorderen Stube, welche sie zu dieser Zeit bewohnte, auf Lebenszeit verlieh. Sie erwirkte auch, dass dieses Burglehen an ihren Sohn Friedrich gehen soll. Dieser sie aber, solange sie lebt, nicht am Genuss des Lehens behindern darf. 1247 tritt Friedrich gemeinsam mit Hartmut urkundlich in Erscheinung. Ob dieser mit dem 1299 genannten Ritter Friedrich von Spiesheim identisch ist, oder ob es sich bereits um eine weitere Generation handelt, muss dahingestellt bleiben.
1275 wurde das Burggut an das Kloster Ebrach verkauft und danach abgebrochen und bis ins 19. Jahrhundert als Steinbruch genutzt.
Ein Dietrich (Theoderich) wird von 1293
bis 1310 genannt.
Heute ist die Burgstelle überbaut.